# Norwegischer Meister (Eishockey)
Der Norwegische Meister der Herren wird im Eishockey seit 1935 ausgespielt. Die aktuell höchste Spielklasse ist die GET-ligaen, deren Play-off-Sieger die Norwegische Meisterschaft gewinnt. Bei den Frauen wurde das erste Mal 1998 eine Meisterschaft ausgetragen.

## Herren

### Bisherige Titelträger
- 2025: Storhamar Dragons
- 2024: Storhamar Dragons
- 2023: Stavanger Oilers
- 2022: Stavanger Oilers
- 2021: Saison abgebrochen
- 2020: Saison abgebrochen
- 2019: Frisk Asker
- 2018: Storhamar Dragons
- 2017: Stavanger Oilers
- 2016: Stavanger Oilers
- 2015: Stavanger Oilers
- 2014: Stavanger Oilers
- 2013: Stavanger Oilers
- 2012: Stavanger Oilers
- 2011: Sparta Warriors
- 2010: Stavanger Oilers
- 2009: Vålerenga IF Oslo
- 2008: Storhamar Dragons
- 2007: Vålerenga IF Oslo
- 2006: Vålerenga IF Oslo
- 2005: Vålerenga IF Oslo
- 2004: Storhamar Dragons
- 2003: Vålerenga IF Oslo
- 2002: Frisk Asker
- 2001: Vålerenga IF Oslo
- 2000: Storhamar Dragons
- 1999: Vålerenga IF Oslo
- 1998: Vålerenga IF Oslo
- 1997: Storhamar Ishockey
- 1996: Storhamar Ishockey
- 1995: Storhamar Ishockey
- 1994: Lillehammer IK
- 1993: Vålerenga IF Oslo
- 1992: Vålerenga IF Oslo
- 1991: Vålerenga IF Oslo
- 1990: Furuset IF
- 1989: Sparta Bears Sarpsborg
- 1988: Vålerenga IF Oslo
- 1987: Vålerenga IF Oslo
- 1986: Stjernen Fredrikstad
- 1985: Vålerenga IF Oslo
- 1984: Sparta Bears Sarpsborg
- 1983: Furuset IF
- 1982: Vålerenga IF Oslo
- 1981: Stjernen Fredrikstad
- 1980: Furuset IF
- 1979: IF Frisk Tigers Asker
- 1978: Manglerud Star Ishockey
- 1977: Manglerud Star Ishockey
- 1976: Hasle-Løren IL
- 1975: IF Frisk Tigers Asker
- 1974: Hasle-Løren IL
- 1973: Valerenga IF Oslo
- 1972: Hasle-Løren IL
- 1971: Vålerenga IF Oslo
- 1970: Vålerenga IF Oslo
- 1969: Vålerenga IF Oslo
- 1968: Vålerenga IF Oslo
- 1967: Vålerenga IF Oslo
- 1966: Vålerenga IF Oslo
- 1965: Vålerenga IF Oslo
- 1964: Gamlebyen IF
- 1963: Vålerenga IF Oslo
- 1962: Vålerenga IF Oslo
- 1961: IK Tigrene
- 1960: Vålerenga IF Oslo
- 1959: Gamlebyen IF
- 1958: Gamlebyen IF
- 1957: IK Tigrene
- 1956: Gamlebyen IF
- 1955: Gamlebyen IF
- 1954: Furuset IF
- 1953: Gamlebyen IF
- 1952: Furuset IF
- 1951: Furuset IF
- 1950: Gamlebyen IF
- 1949: Furuset IF
- 1948: SK Strong
- 1947: IL Mode
- 1946: SK Forward
- 1941–1945: Keine Meisterschaft aufgrund des Zweiten Weltkriegs
- 1940: Grane SK
- 1939: Grane SK
- 1938: Trygg
- 1937: Grane SK
- 1936: Grane SK
- 1935: Trygg

### Meisterschaften nach Teams
| Titel | Mannschaft                   | Jahr |
| ----- | ---------------------------- | --- |
| 26    | Vålerenga Ishockey           | 1960, 1962, 1963, 1965, 1966, 1967, 1968, 1969, 1970, 1971, 1973, 1982, 1985, 1987, 1988, 1991, 1992, 1993, 1998, 1999, 2001, 2003, 2005, 2006, 2007, 2009 |
| 9     | Stavanger Oilers             | 2010, 2012, 2013, 2014, 2015, 2016, 2017, 2022, 2023 |
| 8     | Storhamar Dragons            | 1995, 1996, 1997, 2000, 2004, 2008, 2018, 2024 |
| 8     | Gamlebyen IF/Forward Oslo    | 1946, 1950, 1953, 1955, 1956, 1958, 1959, 1964 |
| 7     | Furuset IF                   | 1949, 1951, 1952, 1954, 1980, 1983, 1990 |
| 5     | Grane SK/IL Mode             | 1936, 1937, 1939, 1940, 1947 |
| 4     | Frisk Asker                  | 1975, 1979, 2002, 2019 |
| 3     | Hasle-Løren IL               | 1972, 1974, 1976 |
| 3     | Sparta Warriors              | 1984, 1989, 2011 |
| 2     | Manglerud Star Ishockey      | 1977, 1978 |
| 2     | Stjernen                     | 1981, 1986 |
| 2     | Ski- og Fotballklubben Trygg | 1935, 1938 |
| 2     | IK Tigrene                   | 1957, 1961 |
| 1     | Lillehammer IK               | 1994 |
| 1     | SK Strong                    | 1948 |

## Frauen
- 2012: Vålerenga Ishockey
- 2011: Astor Ishockeyklubb, Trondheim
- 2010: IHK Sparta Sarpsborg, Sarpsborg
- 2001: Vålerenga Ishockey, Oslo
- 1999: Vålerenga Ishockey, Oslo
- 1998: Vålerenga Ishockey, Oslo